# Tadarida insignis
Tadarida insignis е вид прилеп от семейство Булдогови прилепи (Molossidae).

## Разпространение
Видът е разпространен в Китай (Анхуей, Гуандун, Гуанси, Гуейджоу, Съчуан и Фудзиен), Провинции в КНР, Северна Корея, Тайван и Южна Корея. Временно е пребиваващ в Япония (Кюшу, Хокайдо, Хоншу и Шикоку).